# International Journal of Social Welfare
International Journal of Social Welfare, IJSW, är en vetenskaplig och referentgranskad tidskrift om socialt arbete. Tidskriften är engelskspråkig och kommer ut med fyra nummer per år.
Delägare och samarbetsparter är Akademikerförbundet SSR, Stockholms universitet, University of California, Berkeley och förlaget Wiley-Blackwell.
Tidskriften har funnits sedan 1991 och finns idag både som papperstidning och på nätet. På nätet är den tillgänglig via en särskild databas som universitetsbibliotek och andra forskningsinstitutioner kan prenumerera på.